# Valvoline 200 1994
Valvoline 200 1994 var ett race som var den andra deltävlingen i PPG IndyCar World Series 1994.  Racet kördes den 1 april på Phoenix International Raceway. Emerson Fittipaldi tog hem sin första seger för säsongen, och gick upp i mästerskapsledning. Al Unser Jr. blev tvåa, med Nigel Mansell på tredje plats.

## Slutresultat
| Plats | Förare             | Team                     | Grid | Kvaltid |
| ----- | ------------------ | ------------------------ | ---- | ------- |
| 1     | Emerson Fittipaldi | Marlboro Team Penske     | 6    | 20,768  |
| 2     | Al Unser Jr.       | Marlboro Team Penske     | 9    | 20,889  |
| 3     | Nigel Mansell      | Newman/Haas Racing       | 3    | 20,515  |
| 4     | Stefan Johansson   | Bettenhausen Motorsports | 15   | 21,387  |
| 5     | Jimmy Vasser       | Hayhoe Racing            | 11   | 20,941  |
| 6     | Mike Groff         | Rahal-Hogan Racing       | 20   | 21,891  |
| 7     | Robby Gordon       | Walker Racing            | 7    | 20,796  |
| 8     | Raul Boesel        | Dick Simon Racing        | 5    | 20,766  |
| 9     | Scott Sharp        | PacWest Racing           | 13   | 21,147  |
| 10    | Adrián Fernández   | Galles Racing            | 16   | 21,452  |
| 11    | Scott Goodyear     | Budweiser Kign Racing    | 10   | 20,893  |
| 12    | Davy Jones         | A.J. Foyt Enterprises    | 17   | 21,762  |
| 13    | Buddy Lazier       | Leader Cards Racing      | 25   | 22,518  |
| 14    | Bobby Rahal        | Rahal-Hogan Racing       | 22   | 22,237  |
| 15    | Maurício Gugelmin  | Chip Ganassi Racing      | 28   | 23,013  |
| 16    | Marco Greco        | Arciero Racing           | 18   | 21,817  |
| 17    | Jeff Andretti      | Euromotorsport           | 27   | 22,813  |
| 18    | John Paul Jr.      | Pro Formance Motorsports | 23   | 22,427  |
| 19    | Brian Till         | Dale Coyne Racing        | 26   | 22,748  |
| 20    | Michael Andretti   | Chip Ganassi Racing      | 12   | 21,028  |
| 21    | Mario Andretti     | Newman/Haas Racing       | 4    | 20,579  |
| 22    | Arie Luyendyk      | Indy Regency Racing      | 19   | 21,878  |
| 23    | Paul Tracy         | Marlboro Team Penske     | 1    | 20,424  |
| 24    | Dominic Dobson     | PacWest Racing           | 14   | 21,321  |
| 25    | Jacques Villeneuve | Team Green               | 2    | 20,442  |
| 26    | Teo Fabi           | Jim Hall Racing          | 8    | 20,887  |
| 27    | Hiro Matsushita    | Dick Simon Racing        | 21   | 22,162  |
| 28    | Willy T. Ribbs     | Walker Racing            | 24   | 22,427  |

Följande förare missade att kvalificera sig:
- Dave Kudrave
- Johnny Unser
- Mark Smith